# Ljubenić-massakrerna
Ljubenić-massakrerna var en serie massmord som den serbiska statens styrkor begick mot civila kosovoalbaner.
Den 25 maj 1998 föll 8 medlemmar av den albanska familjen Hamzaj offer för utomrättsliga avrättningar utförda av serbiska poliser.
Den 1 april 1999 dödades 66 albanska män av serbiska styrkor.